# Dublin (Indiana)
Dublin és una població dels Estats Units a l'estat d'Indiana. Segons el cens del 2000 tenia 697 habitants.

## Demografia
Segons el cens del 2000, Dublin tenia 697 habitants, 263 habitatges, i 203 famílies. La densitat de població era de 498,4 habitants/km².
Dels 263 habitatges en un 37,6% hi vivien nens de menys de 18 anys, en un 61,2% hi vivien parelles casades, en un 9,9% dones solteres, i en un 22,8% no eren unitats familiars. En el 20,2% dels habitatges hi vivien persones soles el 12,5% de les quals corresponia a persones de 65 anys o més que vivien soles. El nombre mitjà de persones vivint en cada habitatge era de 2,65 i el nombre mitjà de persones que vivien en cada família era de 3,03.
Per edats la població es repartia de la següent manera: un 28,1% tenia menys de 18 anys, un 7,2% entre 18 i 24, un 27,7% entre 25 i 44, un 23,2% de 45 a 60 i un 13,8% 65 anys o més.
L'edat mediana era de 36 anys. Per cada 100 dones de 18 o més anys hi havia 86,2 homes.
La renda mediana per habitatge era de 31.111$ i la renda mediana per família de 31.488$. Els homes tenien una renda mediana de 29.028$ mentre que les dones 17.500$. La renda per capita de la població era de 13.656$. Entorn del 8,6% de les famílies i el 13,9% de la població estaven per davall del llindar de pobresa.

## Poblacions més properes
El següent diagrama mostra les poblacions més properes.